# Mertondale
Mertondale is een spookdorp in de regio Goldfields-Esperance in West-Australië.

## Geschiedenis
Op 4 maart 1899, toen hij op zoek was naar een verloren paard, ontdekte Fred Merton goud in de streek. Hij ontwikkelde de 'Merton's Reward Gold Mine'. De goudmijn leek goed te renderen en er werd een dorp gesticht. Archibald Burt, de verantwoordelijke voor mijnen in de streek, besloot het Mertondale te noemen.
In 1901 verkocht Merton de goudmijn, die toen uit drie dagbouwmijnen en een schacht bestond, aan Charles Kaufman. Kaufman trok naar Londen om geld op te halen. Hij slaagde er zelfs in de familie Rotschild te overtuigen maar die trok zich later terug en zou nooit meer in West-Australische goudmijnen investeren.
De 'Merton's Reward Gold Mining Company' werd gevormd maar er werd niet veel goud meer gevonden. Blijkbaar was Merton erin geslaagd het meeste goud reeds uit de grond te halen. Tegen 1907 had de onderneming de mijnsite verlaten.
In 1908 werd het dorp beschreven als "... een verlaten dorp met lege winkels, verlaten pensions en onbeheerde kampementen die snel in lompen en witte mieren veranderen."

## 21e eeuw
Mertondale maakt deel uit van het lokale bestuursgebied (LGA) Shire of Leonora, waarvan Leonora de hoofdplaats is. Het spookdorp ligt binnen het voormalige Mertondale Station.
Het station werd in 2020 door het Australische departement van defensie opgekocht om het 'Jindalee Operational Radar Network' (JORN) tegen mogelijke Chinese interesse te beschermen. Het is onzeker welke gevolgen zijn voor het tweehonderdtal goudzoekers (Engels: prospectors) dat nog in de omgeving actief is.

## Ligging
Mertondale ligt langs de 'Leonora - Nambi Road', 864 kilometer ten noordoosten van de West-Australische hoofdstad Perth, 267 kilometer ten noorden van Kalgoorlie en 32 kilometer ten noordoosten van het aan de Goldfields Highway gelegen Leonora.